# Louise de Belgique
Vous lisez un « article de qualité » labellisé en 2020.
Pour les articles homonymes, voir Louise de Belgique (homonymie).
Louise Marie Amélie de Belgique, princesse de Saxe-Cobourg et Gotha et duchesse de Saxe, née le 18 février 1858 à Bruxelles et morte le 1er mars 1924 à Wiesbaden, est une princesse de Belgique.
Fille aînée du roi des Belges Léopold II et de la reine Marie-Henriette, elle se marie à Bruxelles, le 4 février 1875, avec son cousin le prince Philippe de Saxe-Cobourg. Ils s'établissent à Vienne, dans le sillage de la cour autrichienne et ont deux enfants : Léopold (1878-1916) et Dorothée (1881-1967).
Son mariage devient rapidement délétère. Louise, dotée d'une personnalité forte et entière, refuse de se soumettre à un mari qui ne lui convient pas et que la politique lui a imposé. Elle réagit en menant une vie prodigue et mondaine, faisant les beaux jours de la cour de Vienne où sa beauté attire. Louise est vite précédée par une réputation de scandale à laquelle elle donne du crédit en menant plusieurs liaisons successives avant de s'éprendre de Geza Mattachich, un officier aristocrate croate.
Louise créant le scandale dans l'Europe entière, son mari la fait déclarer folle et convainc l'empereur François-Joseph de l'interner dans un hôpital psychiatrique, tandis que Mattachich est accusé de faux en écritures et incarcéré. Libéré quatre ans plus tard, Mattachich réussit à faire évader la princesse. Tous deux parcourent ensuite l'Europe. Réussissant à prouver son équilibre mental, Louise divorce à l'amiable en 1906.
Une existence d'apatride débute pour Louise, laquelle, de concert avec sa sœur Stéphanie, intente plusieurs procès contre l'État belge pour récupérer l'héritage de leur père — mort en 1909 — dont elle s'estime lésée. Ces procès sont perdus par les deux princesses. Cependant, elle perçoit tout de même, en 1914, une part de la fortune du défunt roi.
La guerre et la défaite allemande appauvrissent encore la princesse qui décide de publier ses mémoires sous le titre Autour des trônes que j'ai vu tomber qui constituent également un témoignage sur la vie des cours européennes. Philippe, son ex-mari, meurt en 1921. Dans un dénuement complet, Louise meurt, un an après Mattachich, en 1924, à 66 ans, laissant pour seule descendance sa fille Dorothée qu'elle ne voyait plus.
Le souvenir majeur qu'elle laisse en Belgique est l'avenue Louise qui porte son nom à Bruxelles.

## Biographie

### Premières années

#### Une naissance très attendue

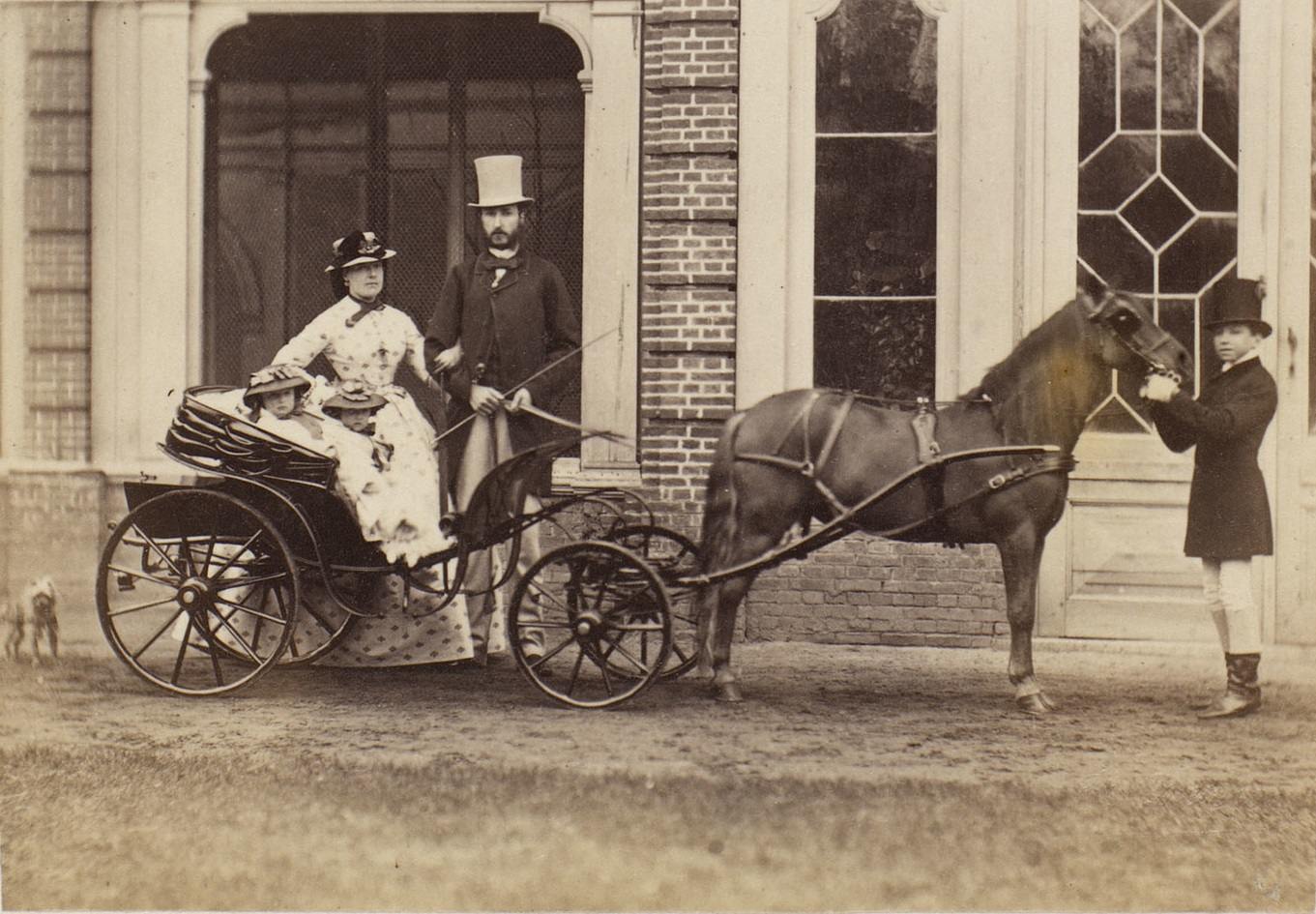
Louise de Belgique, son frère Léopold et ses parents Léopold II (roi des Belges) et Marie-Henriette par François Deron en 1862.

Petite-fille du roi des Belges Léopold Ier, la princesse Louise est le premier enfant du futur roi des Belges Léopold II et de la reine Marie-Henriette, couple mal assorti et malheureux. En 1853, leur union a été décidée en raison de motifs exclusivement politiques afin d'assurer à la Belgique une maison alliée puissante, par le roi Léopold Ier et les Habsbourg, sans consulter les principaux intéressés que presque tout oppose. Le marié n'est guère attiré par la vie de famille et se passionne pour les questions politiques et économiques du royaume sur lequel il s'apprête à régner ; tandis que la mariée est une jeune femme versée dans la religion et aux centres d'intérêt limités à l'équitation, aux chiens et à la musique.
C'est seulement au terme de quatre années que Marie-Henriette devient enceinte de son premier enfant. La naissance tant espérée advient le 18 février 1858 au palais royal de Bruxelles. L'accouchement se passe au mieux : après des contractions qui durent toute la nuit et au bout de deux heures de travail, l'enfant vient au monde. C'est une fille, et les parents sont déçus, car leur premier enfant n'étant pas successible au trône, l'avenir de la dynastie n'est nullement assuré.
La princesse est prénommée « Louise Marie Amélie » et reçoit, lors de son baptême le 28 mars, pour parrain son grand-oncle l'archiduc Jean et pour marraine son arrière-grand-mère, la reine des Français Marie-Amélie, veuve de Louis-Philippe Ier qui, depuis la révolution de 1848, vit en exil en Grande-Bretagne. Celle-ci, qui en raison de son grand âge ne s'est pas rendue jusqu'en Belgique, avait émis le vœu que sa filleule reçût le prénom de la première reine des Belges, sa fille aînée et bien-aimée prématurément disparue.
Louise, que son père décrit de la sorte : « [Elle] est très sage, sa figure est déjà blanche et rose comme celle de sa mère. Le roi Léopold Ier la trouve fort jolie, j'espère qu'elle le deviendra un jour, mais pour le moment, je constate seulement qu'elle a de grand yeux foncés et hélas ! un nez énorme, en tout point digne du mien. » a très rapidement un frère Léopold, né le 12 juin 1859 et titré comte de Hainaut. Sa naissance semble assurer la pérennité de la récente maison royale belge. Le petit garçon fait la fierté de la famille royale. Une sœur cadette, Stéphanie, future archiduchesse héritière de l'Empire austro-hongrois, naît le 21 mai 1864.

#### Sous le nouveau règne

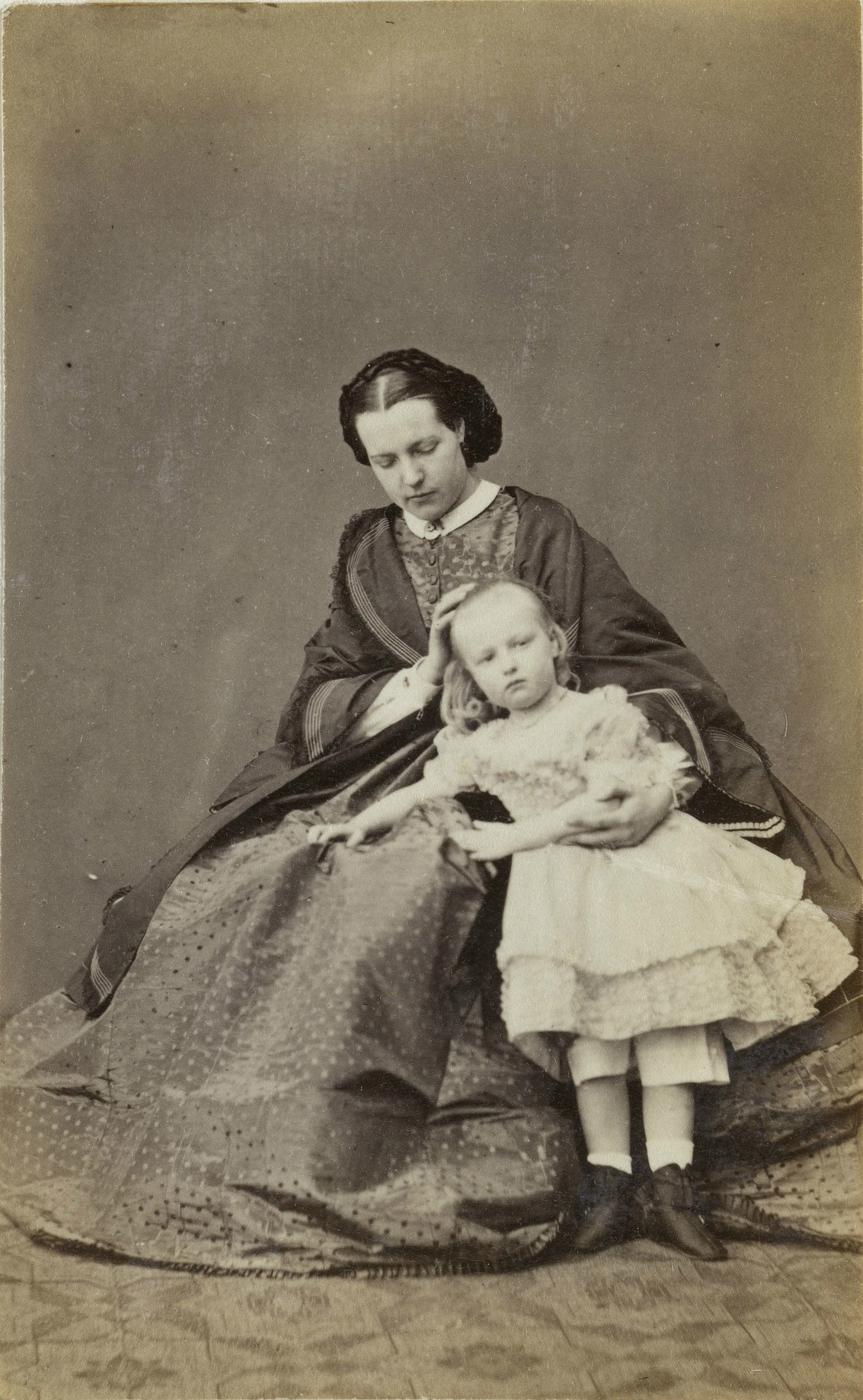
La reine Marie-Henriette et sa fille Louise photographiées par Louis-Joseph Ghémar vers 1863.

Le 10 décembre 1865, le roi Léopold Ier, fondateur de la dynastie belge meurt après un règne de 34 ans. Son fils accède au trône sous le nom de Léopold II. Pour Louise et Léopold, respectivement âgés de 7 et 6 ans, cette nouvelle situation va engendrer quelques changements dans leur vie quotidienne. Le comte de Hainaut devient l'héritier du trône et relève le titre de duc de Brabant. Louise et son frère, jusqu'ici sous la direction d'une gouvernante, mademoiselle Legrand, sont maintenant dotés d'un gouverneur : le comte Ignace van der Straten-Ponthoz, major d'artillerie, secondé dans ses fonctions par Albert Donny, un jeune artilleur. Les deux hommes entrent au service des enfants du roi le 4 mars 1866. Louise et son frère préfèrent Donny et surnomment van der Straten-Ponthoz le « comte grondeur ». Louise possède un caractère volontaire, voire difficile.
Louise se lie d'amitié avec quelques-unes des cousines de son âge qui effectuent quelques séjours au domaine de Laeken : Blanche d'Orléans, fille du duc de Nemours, Marie-Christine d'Autriche, future reine d'Espagne, ou encore Béatrice de Grande-Bretagne, fille cadette de la reine Victoria. Lorsqu'elles sont séparées, Louise écrit à ses cousines de courtes lettres, prétextes à des exercices de style.
Depuis ses six ans, Louise bénéficie de l'enseignement à domicile de professeurs qui lui dispensent des cours variés : français, anglais, allemand et italien pour les langues, tandis que des leçons de mathématiques (superficielles), d'équitation, d'histoire, de religion et de musique lui sont également données. Cependant, le niveau d'instruction des princesses n'est pas très élevé : « les programmes manquaient d'étendue. Dans le décor sévère de la salle d'étude, c'était d'ordinaire d'une façon trop rudimentaire qu'on s'appliquait à l'histoire, à la géographie, à la littérature, aux mathématiques ; une place prépondérante étant laissée aux arts d'agrément : peinture, dessin, musique, ainsi qu'aux travaux à l'aiguille. ».
Si les programmes scolaires sont lacunaires, la discipline est tenue en haute estime, comme le relate Louise : « Notre mère nous éleva, mes sœurs et moi à l'anglaise. Nos chambres ressemblaient plus à des cellules de couvent qu'à des appartements princiers […] La reine m'a enseigné, dès mon jeune âge, à pouvoir me passer de domestiques. ». Quant au roi, Louise écrit : « L'homme que je revois lorsque je pense au roi, est toujours celui dont le mutisme effraya mon enfance […] Le roi ne s'occupait guère de mes sœurs et moi. Ses caresses étaient rares et brèves. Nous étions, devant lui, toujours impressionnées. Il nous paraissait roi bien plus que père. ».

#### Un drame familial et dynastique

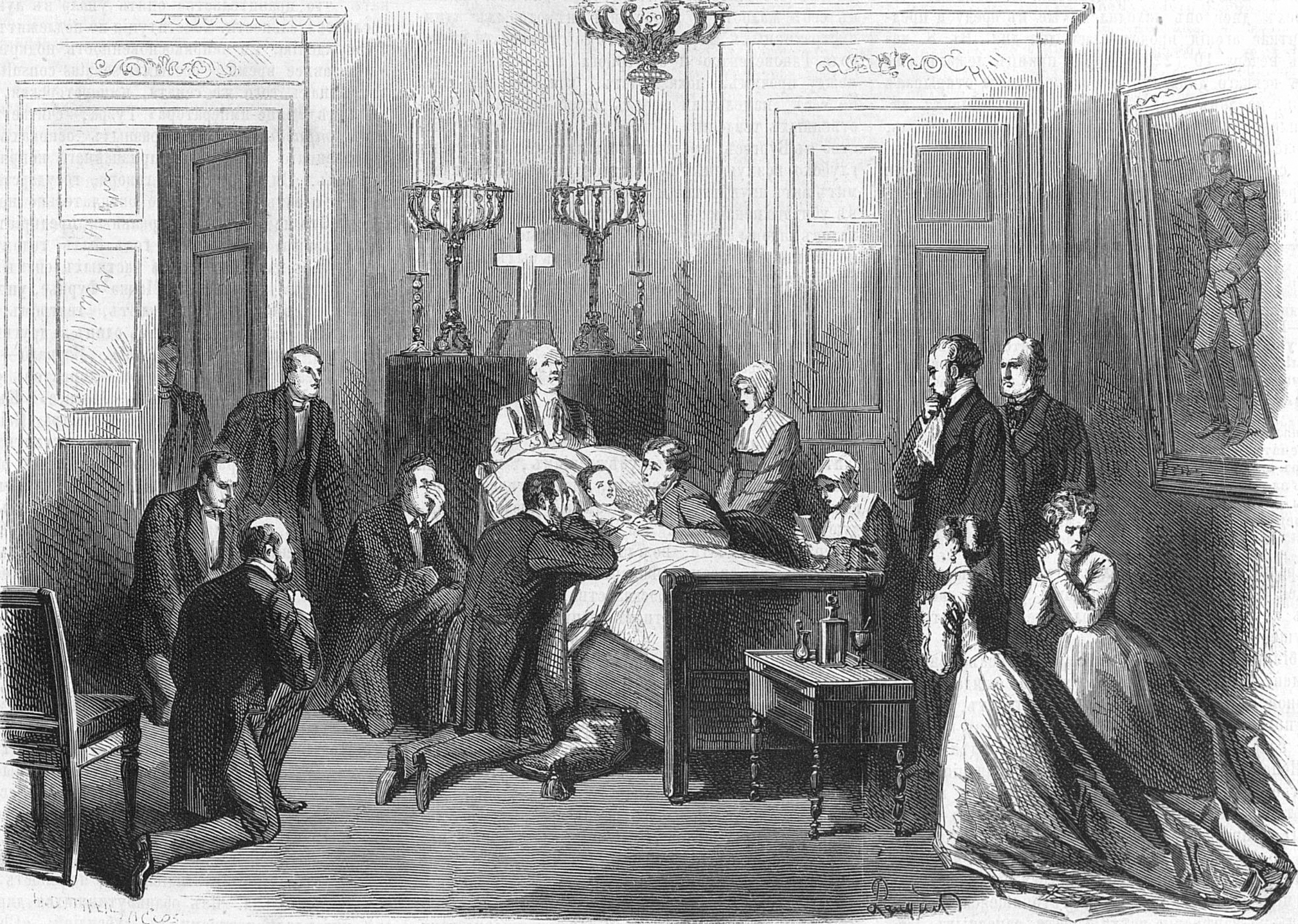
Le prince héritier Léopold sur son lit de mort. Illustration parue dans un journal russe en 1869.

Au printemps 1868, Léopold, bientôt neuf ans, est sujet à un refroidissement à la suite d'une chute dans l'étang du parc de Laeken. Son état se dégrade rapidement : le médecin diagnostique une péricardite aiguë. En été, il paraît se rétablir, mais sa toux persiste. Le médecin préconise l'ablation de la luette et réalise cette intervention chirurgicale avant que son jeune patient se rende en convalescence à Ostende. Marie-Henriette s'isole à Spa pour se reposer, tandis que le roi, retenu par les affaires d'État, et ses deux filles demeurent à Laeken. En août, Léopold, souffrant d'hydropisie, est ramené à Laeken. Marie-Henriette ne quitte dès lors plus son chevet. Après avoir reçu les derniers sacrements en septembre, le jeune malade paraît mieux, mais son état empire de nouveau jusqu'à ce que la mort l'emporte le 22 janvier 1869. Durant la maladie de Léopold, Louise est tout à fait consciente de la gravité de la pathologie de son frère pour lequel elle prie avant de lui faire ses adieux.
Ce premier drame de la vie de la jeune princesse et de toute la famille royale belge affecte Louise qui écrit dans ses mémoires : « Ce fut un déchirement de mon être […]. J'osai, je m'en souviens, maudire Dieu, le renier […]. Je ne concevais plus l'existence sans lui. ». Philippe, comte de Flandre, oncle paternel de Louise, devient l'héritier du trône et la même année, la comtesse de Flandre donne le jour à un garçon qui reçoit le prénom national et ancien de Baudouin. Le roi nourrit l'espoir d'avoir un second fils et reprend donc une vie intime avec la reine ; mais, après une fausse couche en mars 1871, c'est encore une fille qui naît le 30 juillet 1872 : Clémentine, le dernier enfant du couple royal.

### Mariage à Bruxelles

#### Une princesse convoitée

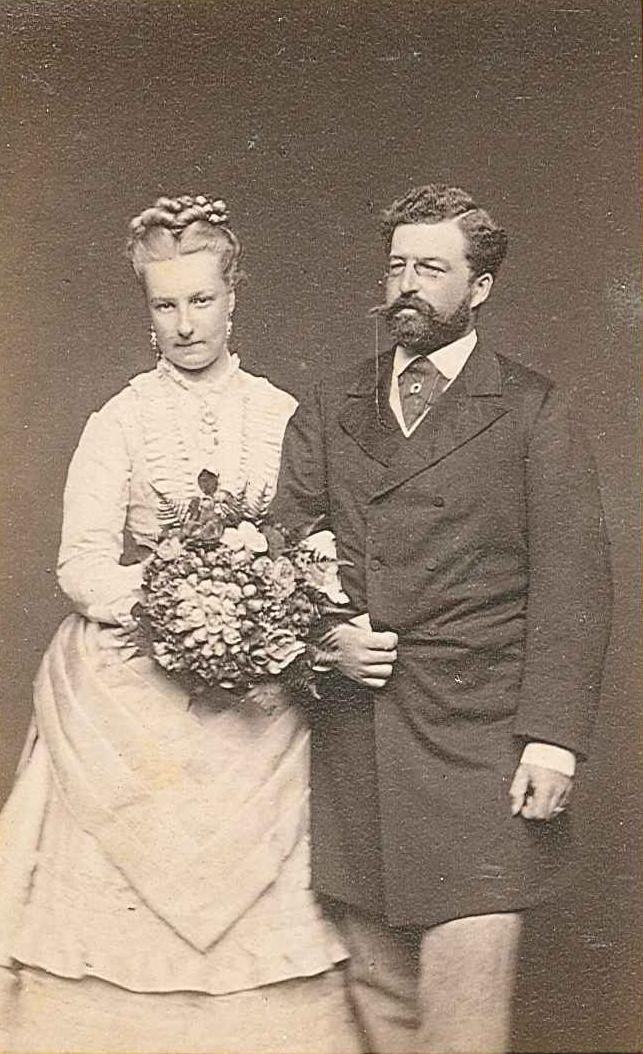
Louise de Belgique et Philippe de Saxe-Cobourg photographiés par Géruzet frères en 1875.

Louise vient à peine de fêter ses 14 ans qu'elle est activement recherchée par plusieurs princes européens car elle est d'un extérieur agréable et son père est réputé fortuné. Le souverain a longtemps craint de devoir la donner en mariage au prince impérial, fils et héritier de Napoléon III. Or, il considère les Bonaparte comme des parvenus. Après la chute du Second Empire et la proclamation de la République en France, cette « menace » s'estompe et, très rapidement, deux candidats demandent la main de la princesse encore adolescente : le prince Frédéric de Hohenzollern-Sigmaringen, frère de la comtesse de Flandre (épouse du frère de Léopold II) et, un cousin germain de son père, le prince Philippe de Saxe-Cobourg,.
Philippe présente sa demande dès 1872 et la réitère en été 1873, lorsque après avoir effectué un tour du monde, il se rend à Ostende, accompagné par sa mère Clémentine d'Orléans, auprès des souverains belges. Philippe est doublement proche de la famille royale belge, étant membre de la maison de Saxe-Cobourg par son père, Auguste de Saxe-Cobourg, et petit-fils du roi des Français — dont il porte le second prénom — par sa mère, Clémentine d'Orléans. Résidant à Vienne et appelé à hériter de la fortune paternelle sous forme d'un somptueux majorat en Hongrie, le prince, qui bénéficiait déjà des faveurs de la reine nostalgique de sa Hongrie natale, finit par s'imposer également comme candidat privilégié aux yeux du roi Léopold. Ce dernier ne désirait pas un rapprochement avec la Prusse si peu de temps après la guerre franco-prussienne de 1870.
Au point de vue familial, Philippe est allié à plusieurs cours européennes. Sa défunte tante, Victoire de Saxe-Cobourg, a épousé un Orléans, Louis, duc de Nemours, second fils du roi Louis-Philippe. Leurs deux fils se sont brillamment mariés : l'aîné, Gaston, avec la princesse héritière de Brésil, le second, Ferdinand, avec la duchesse Sophie-Charlotte en Bavière, sœur de l'impératrice d'Autriche, « Sissi », devenant donc un beau-frère de l'empereur François-Joseph. Enfin, l'oncle paternel de Philippe, Ferdinand de Saxe-Cobourg, est devenu roi consort du Portugal par son mariage avec la reine Marie II. Quant à la sœur de Philippe, Clotilde de Saxe-Cobourg, elle est l'heureuse épouse d'un frère de Marie-Henriette : l'archiduc Joseph.

#### Des noces ratées
Louise a été tenue à l'écart des tractations matrimoniales la concernant. Cependant, une fois informée de ses prochaines fiançailles, elle se rappelle favorablement son futur mari, de quatorze ans son aîné, entrevu lors de ses passages à Bruxelles et que s'ils s'étaient dit des choses insignifiantes, elle avait l'impression de « le bien connaître, et depuis toujours. ». Elle se réjouit de se marier. Les fiançailles, célébrées le 25 mars 1874, durent une année car Louise n'est pas encore nubile et leur proche parenté requiert une dispense papale. Après des négociations financières (le roi des Belges souhaitant effectuer le moins de dépenses possible), les noces sont conclues au palais royal de Bruxelles le 4 février 1875.
Louise se rappelle dans ses mémoires : « M'épouser était devenu chez lui une idée fixe. Quelle sorte d'amour l'inspirait ? S'était-il épris de la grâce de ma chaste jeunesse, ou la notion précise de la situation du roi et de l'avenir de ses entreprises enflammait-elle d'un feu positif le cœur d'un homme épris des réalités d'ici-bas ?. ». Elle ajoute : « Saine et pure, élevée en bel équilibre de santé physique et morale par les soins d'une mère incomparable, privée par mon rang, des amies plus ou moins éveillées qui font des confidences, je me donnai de tout l'élan d'une confiance éthérée au mariage prochain, sans me douter exactement de ce que cela pouvait être. ». 

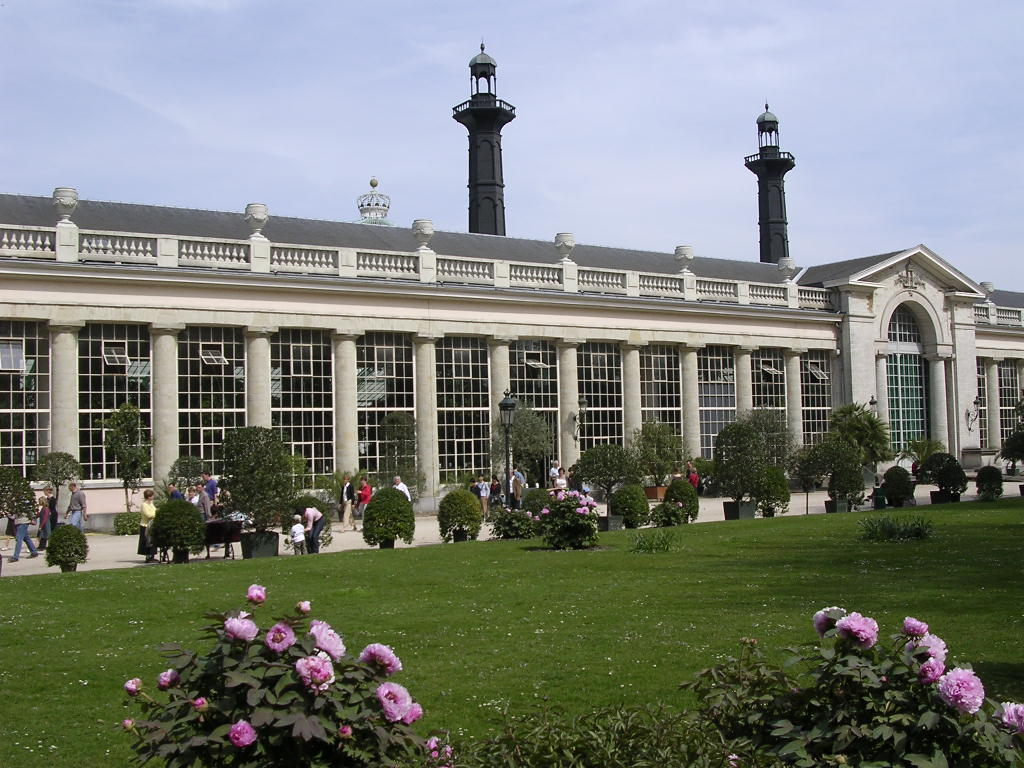
L'orangerie des serres royales de Laeken où se réfugia Louise le soir de ses noces.

Après le bal donné pour l'événement, les mariés quittent Bruxelles pour le château de Laeken où la nuit de noces s'avère un fiasco. Louise décrit ses déboires dans ses mémoires : « Je ne suis pas la première qui, victime d'une excessive réserve basée, peut-être, sur l'espoir que la délicatesse du mari et la maternelle nature se trouveront d'accord pour tout arranger, n'apprend rien d'une mère, de ce qu'il faut entendre lorsque sonne l'heure du berger. Toujours est-il que, venue à l'issue de la soirée du mariage au château de Laeken, et tandis que tout Bruxelles dansait aux lumières intérieures et extérieures des joies nationales, je tombai du ciel sur un lit de rocs tapissé d'épines. Psyché, plus coupable, fut mieux traitée. Le jour allait à peine paraître que, profitant d'un moment où j'étais seule dans la chambre nuptiale, je m'enfuis à travers le parc […] et j'allais cacher ma honte dans l'orangeraie. Une sentinelle [m'] avait vue. Elle courut au château […]. La reine ne tarda pas à paraître. Ma mère se tint près de moi longuement. Elle fut aussi maternelle qu'elle pouvait l'être. Il n'est point de douleur qui dans ses bras et à sa voix, ne se serait calmée. Je l'écoutais me gronder, me cajoler, me parler des devoirs que je devais comprendre. ».
Avant de regagner leur principale résidence, le palais Cobourg à Vienne, où Louise aurait souhaité emmener une de ses fidèles femmes de chambre, ce qui lui est refusé, les mariés effectuent quelques visites dans les cours de Gotha et de Dresde. Chaque soir, au festin de rigueur, Philippe fait servir abondamment à sa jeune épouse des vins capiteux avant de lui soumettre des lectures érotiques. Louise découvre ensuite Prague et Budapest.

### Une union délétère

#### Dans le fief des Cobourg

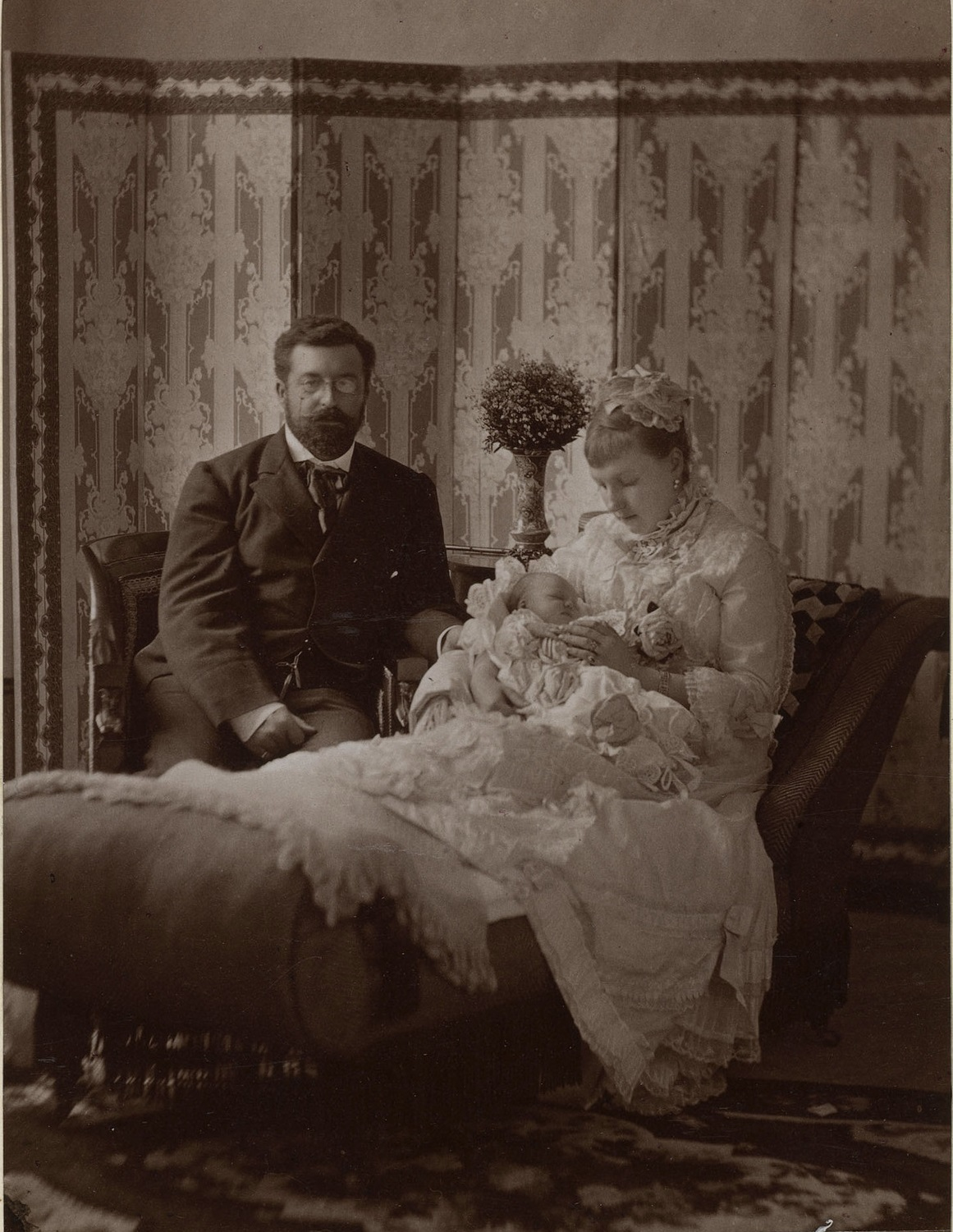
Philippe de Saxe-Cobourg, Louise et leur fils Léopold en 1878.

Le 15 mars 1875, Louise découvre sa nouvelle résidence et en conçoit une vive déception : « J'eus froid en y entrant. Il a l'air grand au dehors. Il est lugubre à l'intérieur […]. Ma chambre m'épouvanta. Qu'on imagine une pièce moyennement grande, meublée à mi-hauteur de la muraille de petites armoires en bois sombre, fermées de vitres à rideaux bleus derrière lesquels je n'ai jamais voulu regarder ! […] Au milieu de ce paradis, une immense vitrine pleine des souvenirs de voyage du prince : oiseaux empaillés à long bec, armes, bronzes, ivoires, bouddhas, pagodes. J'en eus le cœur soulevé !. ». Dans ce décor qu'elle n'aime pas, Philippe et sa mère Clémentine décident de tout. Louise ne s'adapte pas à cette nouvelle vie : si son beau-père est un homme effacé, la princesse Clémentine est une femme de caractère et une mère possessive qui impose sans ménagement son style de vie à sa belle-fille de 17 ans.
Le jeune couple se dispute régulièrement. Philippe veut transformer son épouse qu'il voit comme sa propriété et tente d'initier la jeune femme à une sexualité qu'elle réprouve en lui donnant à lire des livres osés ou en lui faisant découvrir sa collection érotique rapportée du Japon. Louise, dotée d'une personnalité forte et entière, ne peut se soumettre sans réagir à un tel régime. Elle prend donc sa revanche en menant une vie prodigue de mondaine dépensière, faisant les beaux jours de la cour de Vienne où sa beauté attire et son attitude choque. Elle possède un sens de l'observation très aigu, un talent d'imitatrice et une mordante satire qui se plaît à mettre en relief les travers de ses semblables. La société viennoise lui attribue rapidement plusieurs liaisons.
Lorsque Louise et son mari séjournent à Bruxelles auprès des souverains, en été 1876, le roi Léopold ignore sa fille. Sans doute a-t-il appris les disputes conjugales et eu vent de la réputation de Louise à Vienne. Le couple, désuni dès leur mariage, a néanmoins deux enfants, un fils, Léopold, né le 19 juillet 1878 et une fille, Dorothée, née le 30 avril 1881, sans oublier deux fausses couches en 1886 et en 1888. Ces deux naissances ne rapprochent cependant pas le couple, qui se dispute fréquemment. Louise se montre de plus en plus hostile, multiplie les crises de colère envers son époux et goûte peu son rôle de mère. Dès 1887, ses enfants sont élevés séparément afin de recevoir un programme adapté : Léopold passe sous l'autorité d'un précepteur, tandis que Dorothée est confiée à une gouvernante.
Son anticonformisme et sa beauté acquièrent à Louise l'amitié de l'archiduc héritier Rodolphe, qui a son âge et qu'elle incite à épouser sa jeune sœur Stéphanie. Les noces ont lieu à Vienne le 10 mai 1881. Lorsque Stéphanie s'établit à la cour d'Autriche, sa mère Marie-Henriette la met en garde : « Évite Louise, et si tu la vois, raisonne-la, montre-lui le bon exemple [...] Louise n'est pas vraie. Il ne lui coûte rien de mentir ni de jouer la comédie. Elle est très frivole. ». Son mariage rapproche encore davantage l'archiduc des Cobourg, mais s'il estime la princesse Louise, il n'en partage pas moins les débauches du prince Philippe. De plus, le prince héritier n'a guère d'intérêts en commun avec sa trop jeune épouse, qui lui a donné une fille. Atteint d'une maladie vénérienne, il contamine sa femme qui devient stérile. Déçu tant dans sa vie affective que politique, Rodolphe mène une vie de débauche jusqu'au drame de Mayerling en 1889.

#### Premiers adultères

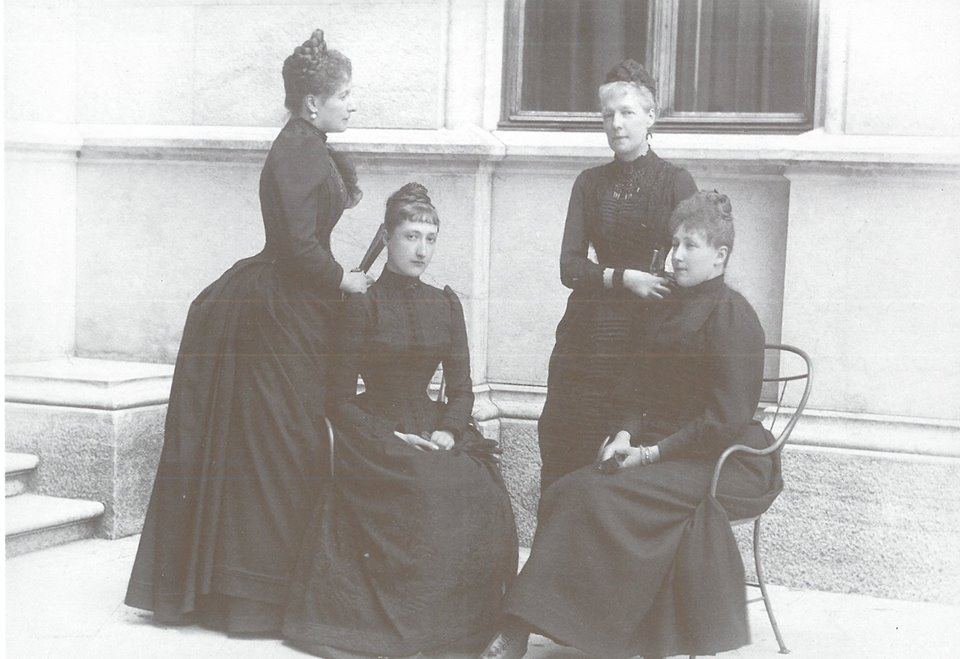
La reine Marie-Henriette, debout à droite et ses filles. De gauche à droite : Louise, Clémentine et Stéphanie en 1889.

En 1883, Louise entame une liaison avec le baron Daniël d'Ablaing de Giessenburg, attaché militaire auprès de Philippe. La reine Marie-Henriette tente de convaincre sa fille à rompre avec l'officier. Les relations entre Louise et sa mère demeurent instables, mais la reine se réjouit de revoir ses deux filles et ses gendres lors des festivités données à Bruxelles en l'honneur des cinquante ans du roi Léopold en avril 1885.
Lorsque le baron d'Ablaing meurt inopinément en 1888, Philippe le remplace par un jeune aristocrate allemand, le baron Nicolas Döry de Jobahàza, cavalier émérite et amateur de chasse. Louise éprouve rapidement des sentiments passionnés pour Döry, qu'elle voit beaucoup car son rôle d'aide de camp requiert une présence quotidienne auprès du couple Cobourg. Döry les accompagne même lors des séjours à l'étranger de Louise et Philippe, qui se rendent fréquemment en Allemagne et en Italie. En février 1890, lors d'un périple qui mène le trio de Paris à l'Algérie en passant par l'Espagne, Louise revoit avec plaisir la reine d'Espagne,Marie-Christine d'Autriche, veuve prématurément et régente du royaume d'Espagne pour son fils Alphonse XIII.
Tandis que Philippe éprouve toujours des sentiments pour Louise, cette dernière profite de l'absence de son mari pour passer le plus de temps possible avec Nicolas Döry. Le simple flirt est devenu une liaison à laquelle Philippe tente de mettre fin en s'adressant à sa belle-mère, la reine des Belges. En août 1890, cette dernière reçoit Döry seul, à Ostende, mais l'entrevue n'enraye pas le cours de la liaison qui se poursuit jusqu'au mariage de Döry en octobre 1893.
En 1894, Louise et son mari effectuent un long voyage vers l'Égypte. Au départ, elle ne goûte pas les charmes du pays où tout l'indispose : le bruit, la foule, le temps maussade. Elle souffre de solitude, mais progressivement, elle commence à se plaire, comme en témoigne cette lettre à Stéphanie : « Maintenant la vie me plaît ici [...] Les pyramides m'ont fort désappointée, pas le paysage qui est étrange, mais la chose même. Je n'y suis pas montée, c'était trop fatigant, pendant que Philippe était en haut, je me suis mise sur un chameau, ce qui m'a beaucoup amusée. ».
L'historien Olivier Defrance analyse « l'affaire Döry » comme ayant exacerbé tous les problèmes des Cobourg : « l'éloignement inexorable de Louise par rapport à son mari, la trop grande interférence de la famille dans le couple, principalement de la reine des Belges et l'état dépressif de la princesse. » À la fin de l'année 1894, les difficultés paraissent aplanies et Louise se rapproche de ses enfants.

### Une nouvelle vie

#### Un scandale européen

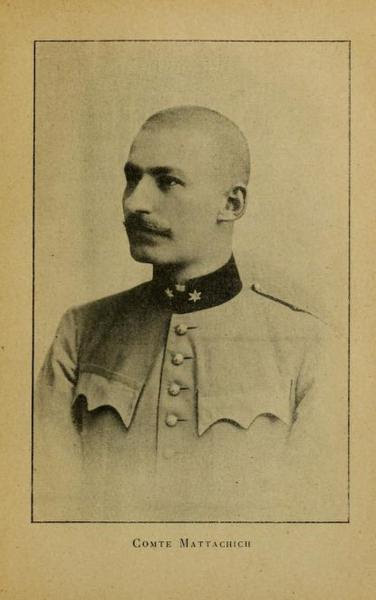
Le comte Geza Mattachich (1867-1923), amant de Louise.

En mai 1895, Louise rencontre, au Prater de Vienne, un officier croate, le comte Geza Mattachich, de neuf ans son cadet, qui devient son grand amour et son bienfaiteur. Dès cette première rencontre, Louise tombe sous le charme de Mattachich. Elle se rend quotidiennement au Prater où elle espère le revoir, ainsi qu'à l'opéra. L'année suivante, Mattachich, récemment promu lieutenant en premier au régiment impérial et royal des uhlans, se rend à Abbazia sur la riviera autrichienne où il a eu vent de la présence de Louise. Il lui est présenté lors d'un bal. Amoureuse, elle aussi, Louise lui propose la direction de ses écuries et souhaite qu'il lui donne des leçons d'équitation. Au printemps 1896, Mattachich devient directeur des écuries de Louise qui le mandate également afin de gérer ses finances. Leur liaison est vite connue et l'empereur François-Joseph convoque Louise à ce sujet. Il lui rappelle qu'elle a un mari, lui conseille de voyager et de s'abstenir de paraître au prochain bal de la cour. À partir de ce jour, elle n'est plus, selon les mots de Mattachich, « qu'une femme déchue, sans appui. ».
La liaison de Louise est connue de l'Europe entière. Marie-Henriette et le roi Léopold interdisent à Stéphanie de revoir sa sœur Louise qui n'est plus reçue en Belgique. Le 18 février 1898, jour de l'anniversaire de Louise, Philippe provoque en duel Geza Mattachich, afin de laver son honneur de mari bafoué. Épargné par son adversaire, après deux échanges de balles sans résultat suivis par un duel au sabre, Philippe ne recueille qu'une blessure légère à la main. À l'issue du duel, Mattachich rejoint Louise à Nice. Philippe réussit à séparer Dorothée de sa mère en envoyant la jeune fille et son fiancé Ernest-Gonthier de Schleswig-Holstein à Dresde. Puis, Philippe tente de régler les lourdes dettes de sa femme, mais il ne parvient pas à répondre entièrement aux exigences des créanciers. Il s'adresse à son beau-père, le roi Léopold II, qui refuse de payer quelque somme que ce soit. Finalement, c'est François-Joseph qui règle les dettes en puisant dans sa cassette personnelle, provoquant la rupture des relations entre le roi des Belges et l'empereur d'Autriche.

#### Privée de liberté

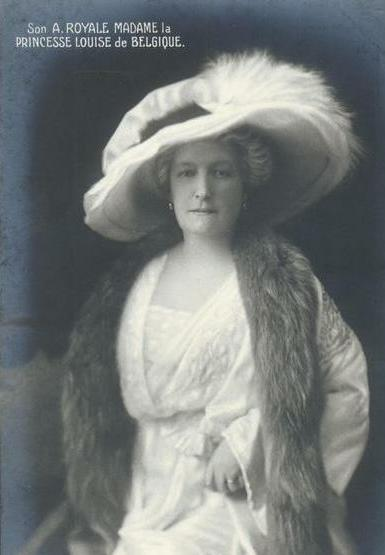
Louise de Belgique avant 1900.

En 1898, quelques semaines après le duel, Philippe et l'empereur d'Autriche sont résolus à ramener Louise en Autriche et à l'éloigner de Mattachich. Soutenu dans ses desseins par les souverains belges, Philippe fait alors déclarer son épouse folle et convainc l'empereur François-Joseph de la faire enfermer dans un hôpital psychiatrique. Louise a eu le choix entre le retour au palais Cobourg ou l'internement dans une maison de santé. Elle opte pour la seconde solution : la maison de santé de Döbling, près de Vienne, où elle est installée dans un pavillon spécial, isolée des autres pensionnaires en raison de son rang.
Entrée en mai 1898, à Döbling, Louise est observée par différents médecins, tandis que le comte Mattachich est accusé de faux en écriture sur des traites qu'il aurait signées des noms de Louise et Stéphanie, et incarcéré à la prison militaire d'Agram. En janvier 1899, à l'issue de la prononciation de sa sentence, Geza est conduit à la prison militaire de Möllersdorf, au sud de Vienne. 

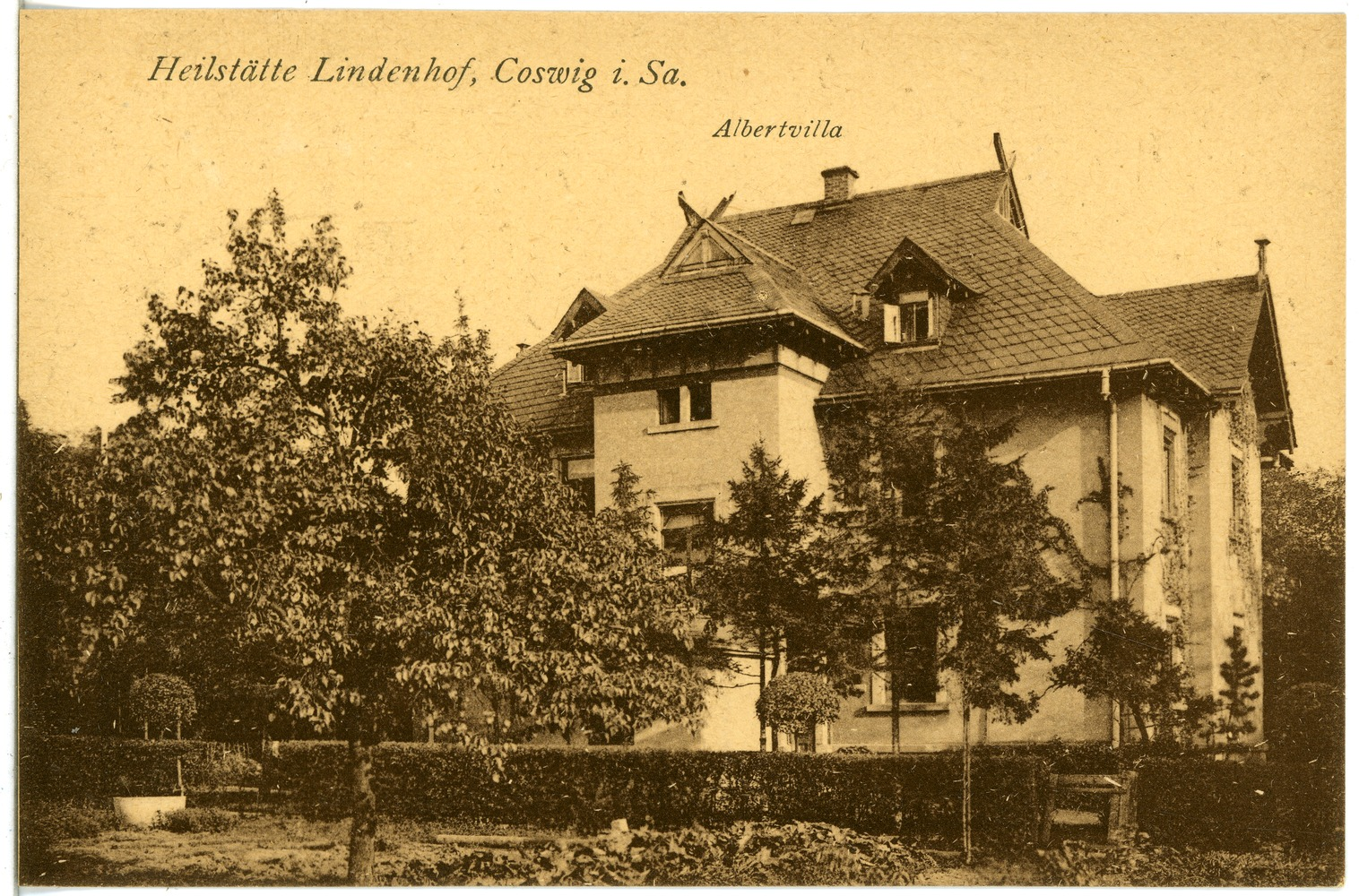
La villa Albert, un des pavillons du sanatorium Lindenhof à Coswig où Louise est détenue de 1899 à 1904.

En novembre 1898, Louise est transférée dans un sanatorium à Purkersdorf, près de Vienne également, où elle bénéficie d'un traitement plus favorable qu'à Döbling. À la suite de la parution de plusieurs articles de la presse autrichienne favorables à la princesse Louise, Philippe estime que sa propre situation en Autriche pourrait devenir délicate. Il décide donc de faire installer sa femme hors de l'Empire. Le 17 juin 1899, Louise regagne donc une autre institution médicale, cette fois située en Saxe, le sanatorium Lindenhof à Coswig où elle jouit d'une villa aménagée dans le parc à son service et où elle réside avec Anna von Gebauer, sa dame de compagnie et Olga Börner, sa femme de chambre. Durant ses années d'internement, hormis celle de sa fille Dorothée que sa mère souhaitait revoir en février 1903, Louise ne reçoit aucune autre visite de ses proches, ni même celle de Stéphanie.
Durant sa détention près de Vienne, Geza rencontre Maria Stöger une jeune femme mariée de 25 ans, laquelle ayant eu vent par la presse de la romance concernant Louise, décide de s'engager comme cantinière dans le pénitencier de Möllersdorf où Geza est détenu. Elle le rejoint en juin 1899, parvient à gagner sa confiance et devient sa maîtresse. Pour obtenir la libération de son amant, elle s'active efficacement auprès de conseillers juridiques avant d'être renvoyée de la prison en juin 1901. Elle loge cependant à proximité de l'établissement carcéral et favorise la parution d'articles de presse en faveur de son amant. Le 27 août 1902, Geza est gracié et libéré. Geza est interviewé, en janvier 1903 par le journaliste et éditeur français Henri de Noussanne qui devient son ami et avec lequel, il évoque ses projets de libérer Louise. En échange des droits exclusifs sur le récit de l'aventure projetée pour son quotidien Le Journal, il verse, durant un an, une pension mensuelle de 4 000 francs à Mattachich.

#### Entre divorce et procès

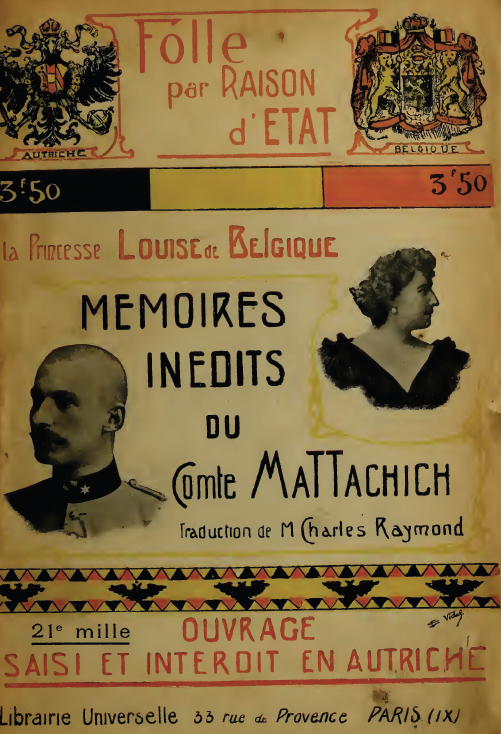
Mémoires du comte Geza Mattachich (1904).

Geza Mattachich publie en janvier 1904, d'abord à Leipzig, ses mémoires intitulés Folle par raison d'État, véritable plaidoyer en faveur de la libération de la princesse Louise. Mattachich relate les circonstances de l'internement de Louise, son enfance malheureuse entre des parents désunis et le mariage qui lui a été imposé, la plaçant dans une situation équivoque à la cour de Vienne, obligée de se plier au cérémonial, mais où elle était devenue « victime des intrigues de la cour. ». L'ouvrage, également traduit en français, rencontre peu de succès en Europe et il est saisi et interdit dans l'Empire austro-hongrois.
Ensuite, Geza concrétise son plan et réussit, le 31 août 1904, à faire évader la princesse alors en cure thermale à Bad Elster, en Saxe, où la surveillance était quelque peu relâchée. Après un long périple, Louise, Geza, et Maria Stöger — qui vient d'apprendre à la princesse la vraie nature de ses relations avec Mattachich — parviennent en France où ils logent à l'hôtel Westminster, rue de la Paix à Paris. Les réactions de la famille royale belge sont vives : la comtesse de Flandre, tante de Louise, écrit à sa fille Henriette que cet enlèvement est une chose incroyable et que sa nièce ignore son devenir. Henriette lui répond : « La fugue de Louise Cobourg est une lugubre tragi-comédie. Cette femme de 46 ans, fanée et timbrée, enlevée dans une automobile payée par un journaliste français, que verrons-nous prochainement ?. ».
En 1905, Louise est déclarée « saine d'esprit » lors d'une expertise médicale diligentée par les autorités judiciaires à Paris. Le prince Philippe propose une séparation à l'amiable assortie d'une confortable pension mensuelle de 7 000 couronnes austro-hongroises. Le couple divorce le 15 janvier 1906, mais la princesse, habituée à vivre fastueusement, se retrouve de nouveau endettée et voyage avec Mattachich à travers l'Europe fuyant ses nombreux créanciers. À partir de 1907, Maria Stöger ne réside plus régulièrement auprès de Louise et de Geza, mais ce dernier fait de Anna von Gebauer, la dame de compagnie de Louise, sa nouvelle maîtresse. Tandis qu'elle vient de signer une reconnaissance de dettes s'élevant à 250 000 marks à Berlin, Louise apprend, en novembre 1907 que sa part des bijoux de la défunte Marie-Henriette — morte en 1902 — saisie par ses créanciers, est mise en vente publique. Puis, c'est la garde-robe de Louise qui est dispersée aux enchères à Vienne.
Lorsque le roi Léopold II meurt en décembre 1909, Louise revient en Belgique, mais, en raison de son concubinage avec Mattachich, elle est contrainte de demeurer dans l'ombre des cérémonies funéraires. Le jour même à Bruxelles et le lendemain à Pontoise, elle tente de faire mettre sous scellés tout ce qui appartient à Blanche Delacroix dite baronne de Vaughan, maîtresse puis épouse morganatique du feu roi (y compris les domiciles). Elle est déboutée immédiatement par le tribunal civil de Bruxelles ; à Pontoise le tribunal civil la suit, fait apposer les scellés, mais la mainlevée en sera ordonnée en appel.
Le défunt souverain a délibérément dissimulé des biens inclus dans sa succession dans des sociétés écrans en Allemagne et en France. Son objectif n'était pas seulement d'en priver ses filles, mais également de permettre la poursuite de ses projets urbanistiques. Louise est déterminée à recevoir sa part de l'héritage paternel. L'État belge propose une transaction financière aux trois filles du roi qui recevraient chacune une somme de deux millions de francs. Si Stéphanie et Clémentine acceptent la proposition, Louise la refuse et intente, en décembre 1910, un premier procès à l'État et à ses deux sœurs. En avril 1911, Louise engage un second procès au sujet des sociétés françaises créées par Léopold II. En 1912, Louise, avec le concours de sa sœur Stéphanie, devenue son alliée, est défendue par Henri Jaspar et Paul-Émile Janson et persévère dans ses actions judiciaires. Les deux princesses refusent un nouvel accord à l'amiable avec l'État, avant d'être déboutées par la Cour d'appel de Bruxelles en avril 1913. Cependant, le 22 janvier 1914, un accord est conclu entre Louise, l'État belge et une partie de ses créanciers : elle reçoit, à l'instar de ses deux sœurs, un peu plus de cinq millions de francs de la fortune de son défunt père.

### Dernières années

#### Durant la grande guerre
Lorsque la guerre éclate en 1914, Louise et Geza résident dans leurs appartements du Parkhotel à Vienne-Hietzing. Louise écrit : « La guerre m'a surprise à Vienne. Jusqu'aux premières hostilités, je n'ai pu me résoudre à y croire [...] J'ai été, dès le premier jour de guerre, « sujette ennemie » pour la cour de Vienne, trop heureuse de trouver une occasion de se distinguer encore à mon égard. On m'invita à sortir au plus vite du territoire de la double monarchie. Le président de Police vint, en personne, me signifier cet arrêt [...] Je partis vers la Belgique. Les événements m'arrêtèrent à Munich. L'armée allemande barrait la route et ma patrie allait connaître les horreurs dont la Prusse porte la responsabilité initiale. ». Jusqu'en août 1916, Louise et Geza vivent à Munich avec Maria Stöger qui les a rejoints six mois auparavant, sans subir trop de privations, mais ensuite, les ressources financières s'amenuisent. La rente annuelle de 50 000 francs que lui versait l'état belge en sa qualité de princesse de Belgique est coupée. Louise contracte de nouveaux emprunts. En avril 1916, son fils Léopold, qui avait ouvertement pris parti pour son père et refusait tout contact avec sa mère, meurt dans de tristes circonstances à la suite d'une rixe avec sa maîtresse qui avant de se donner la mort lui avait jeté de l'acide au visage pour ensuite le blesser en lui tirant quatre balles de pistolet.
Le 25 août 1916, Geza est arrêté à l'instigation du gouvernement autrichien qui le soupçonne, en tant que sujet croate, de conspiration contre l'empire. Il est envoyé dans un camp, non loin de Budapest. Louise connaît de nouveau la misère et doit vendre ses bijoux afin d'assurer sa subsistance. Elle est contrainte de déménager en novembre dans un autre hôtel de la capitale autrichienne. Au début de 1917, ses dettes s'élèvent à 30 millions de marks. Déclarée insolvable, elle assiste, impuissante, à la vente aux enchères de tous ses effets. Elle est contrainte de prendre une chambre dans une petite pension en ville et survit grâce à quelques interventions ponctuelles de sa fille Dorothée et de sa sœur Stéphanie. Un jour, elle reçoit la visite d'un messager de Geza qui réussit à l'emmener hors de l'Autriche et à l'installer à Budapest. Geza, toujours emprisonné, parvient cependant à lui rendre de courtes visites et les contacts avec Stéphanie renaissent. En avril 1919, Louise regagne Vienne car elle doit quitter la Hongrie sur ordre de Béla Kun, l'un des hommes forts de la République des conseils.

#### L'impossible retour en Belgique

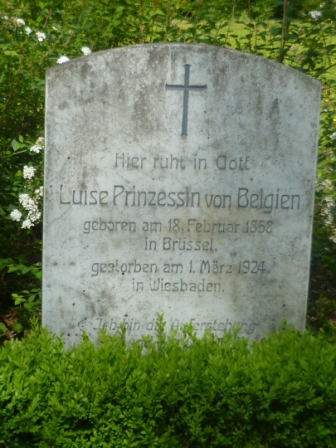
Sépulture de Louise de Belgique au cimetière du sud de Wiesbaden sur laquelle sont gravés les mots.

Après l'armistice et la libération de la Belgique, les biens de Louise sont mis sous séquestre car elle est considérée comme hongroise par l'État belge. Elle décide alors, probablement grâce au concours d'Henri de Noussanne, d'écrire ses mémoires, publiés à Paris en 1921 sous le titre Autour des trônes que j'ai vu tomber qu'elle dédie « au grand homme et grand roi que fut son père. » La même année, Philippe meurt à Cobourg le 3 juillet, Louise est évidemment exclue de la succession.
Tandis qu'elle tentait de regagner la Belgique depuis 1920, Louise, devenue indésirable dans son pays natal en raison de sa situation de « sujette ennemie » est contrainte de demeurer hors des frontières belges, afin de ne pas heurter une opinion publique encore meurtrie par la guerre.
Lors d'un séjour clandestin à Paris, Geza meurt le 1er octobre 1923 à la suite d'urémie aggravée par une pathologie cardiaque, dans le modeste hôtel où le couple séjournait. Louise est maintenant complètement isolée car aucun membre de la famille royale belge ne veut l'aider ni la recevoir en Belgique. En décembre 1923, le consul général belge à Paris lui propose de s'établir à Wiesbaden où elle s'installe à l'hôtel Nassau, nantie d'une dame de compagnie et d'une femme de chambre.
En février 1924, Louise souffre de troubles circulatoires aigus subitement aggravés par une double congestion. Au début de l'après-midi du samedi 1er mars, elle reçoit la visite d'un ami, Julius Fritz, qui remarque qu'elle est agonisante. Fritz se met à la recherche d'un prêtre afin de lui administrer les derniers sacrements, mais lorsqu'il revient avec l'ecclésiastique, les deux hommes ne peuvent que constater la mort de Louise advenue à 2 h de l'après-midi. Trois jours plus tard, après une cérémonie funèbre d'une grande sobriété, elle est inhumée au cimetière du sud de Wiesbaden. Absente lors des funérailles de sa parente, la famille royale belge, qui avait dépêché sur place l'homme de confiance Auguste Goffinet — le fils d'Adrien Goffinet —, prend le deuil durant un mois.

## Historiographie

### Autobiographie
Dans ses mémoires publiés en 1921 sous le titre Autour des trônes que j'ai vu tomber, Louise affirme d'emblée son patriotisme belge — espérant toujours un retour dans son pays natal — puis relate son existence mouvementée et dresse d'intéressants portraits, évidemment subjectifs, des membres de sa famille et des souverains européens qu'elle a côtoyés. Cet ouvrage offre un témoignage de première main sur les cours, dont certaines ont disparu au moment où l'auteur les dépeint. Elle y règle également des comptes. Elle décrit l'empereur François-Joseph comme : « Un homme étroit, plein d'idées fausses et préconçues […]. Sous le décor du rang et des cérémonies, sous le vocabulaire des réceptions, audiences et discours, il y avait un être dépourvu de sensibilité […]. On eût dit un fonctionnaire automate, habillé en soldat. » En revanche, elle loue la grande beauté de l'impératrice qu'elle voit comme une « martyre ».
Louise prétend que son beau-frère, le roi Ferdinand de Bulgarie, attiré par l'occultisme, lui aurait déclaré, lors d'un séjour à la cour de Sofia en 1898 : « Tu vois tout ce qui est ici, hommes et choses. Et bien ! tout, y compris mon royaume, je le mets, avec moi, à tes pieds. ». Elle dresse un sévère réquisitoire contre Guillaume II : « l'empereur de l'illusion […] qui berça son peuple d'illusions et de mensonges, et le mena à la ruine, à la guerre civile, au déshonneur. ». Quant à la reine Victoria, elle se rappelle qu'elle aimait réunir ses parents autour d'elle et reconnaît qu'elle a parfois déplu à la souveraine britannique.

### Biographie
Olivier Defrance a rédigé la première monographie dédiée à Louise de Belgique, parue en 2001. De son vivant, Louise est déjà devenue, écrit l'auteur, « un personnage de roman, la légende dépass[ant] la réalité, et cela durera longtemps... Les mémoires que Louise rédigera [...] vont consolider le mythe. ». Grâce à une enquête dans de nombreuses archives inédites conservées aux Archives d'État autrichiennes, à l'abbaye territoriale de Pannonhalma en Hongrie, à Bruxelles, à Baden, à Cobourg, au musée Condé ou encore à Ratisbonne, l'historien belge brosse le portrait complet et nuancé sur ce personnage controversé de la dynastie belge. La biographie apporte un éclairage nouveau sur Louise, psychologiquement instable, mais non dénuée d'intelligence.
La biographie dédiée à Louise comprend également une intéressante analyse du neuropsychiatre Jean-Paul Beine lequel tente de répondre à la question : « La princesse Louise de Belgique était-elle folle ? ». Selon le médecin, les psychiatres qui ont examiné Louise ont joué un rôle de premier plan dans l'internement de la princesse. Cependant, hormis l'expertise finale qui a permis de libérer la patiente, le caractère lacunaire de leurs avis constitue probablement un obstacle à une conclusion formelle. Jean-Paul Beine voit « une manœuvre abusive [par laquelle] la princesse est amenée à donner son accord écrit à ce séjour en maison de santé, qui se révèle dès le premier jour un internement dans une maison de fous. ». La dernière expertise de 1904-1905 conclut à l'absence de nécessité d'internement et de curatelle. La raison invoquée en faveur de l'internement trouve ses sources dans les griefs de sa famille au sujet de sa liaison avec Geza Mattachich et dans une obscure affaire de traites impayées sur fond de faux en écriture. Pour conclure, Beine déclare : « La prodigalité de la princesse n'avait pas, à partir des documents fournis aujourd'hui, son origine dans un désordre mental tel qu'il justifiât son internement. ».

## Descendance
Le fils unique de Louise, Léopold de Saxe-Cobourg-Gotha, né en 1878, meurt célibataire en 1916. Quant à sa fille Dorothée (1881-1967), elle épouse le 2 août 1898 – pendant l'internement de sa mère – Ernest-Gonthier de Schleswig-Holstein (1863-1921), frère de l'impératrice allemande Augusta-Victoria. Ce mariage, que Louise désapprouvait, est demeuré sans postérité. Dorothée avait également renoncé à toute relation avec sa mère.

## Titulature et héraldique

### Titulature
- 18 février 1858 — 4 février 1875 : Son Altesse Royale la princesse Louise de Saxe-Cobourg et Gotha, duchesse en Saxe ;
- 4 février 1875 — 15 janvier 1906 : Son Altesse Royale la princesse Louise de Saxe-Cobourg ;
- 15 janvier 1906 — 1er mars 1924 : Son Altesse Royale la princesse Louise de Belgique.

À sa naissance, en tant que petite-fille du roi Léopold I par son second fils, la princesse Louise est titrée princesse de Saxe-Cobourg et Gotha et duchesse en Saxe, avec prédicat d’altesse royale, selon les titulatures de sa maison, et porte le titre officieux de princesse de Belgique, qui sera régularisé par un arrêté royal du 14 mars 1891.

### Héraldique
| Blason de Louise de Belgique | Blason  | De sable au lion d'or armé et lampassé de gueules (qui est de Belgique). Ornements extérieursTimbré d'une couronne. |
| Blason de Louise de Belgique | Détails | Blason de Louise en qualité de princesse de Belgique. Officiel.                                                     |

## Actes d'état civil de la princesse Louise

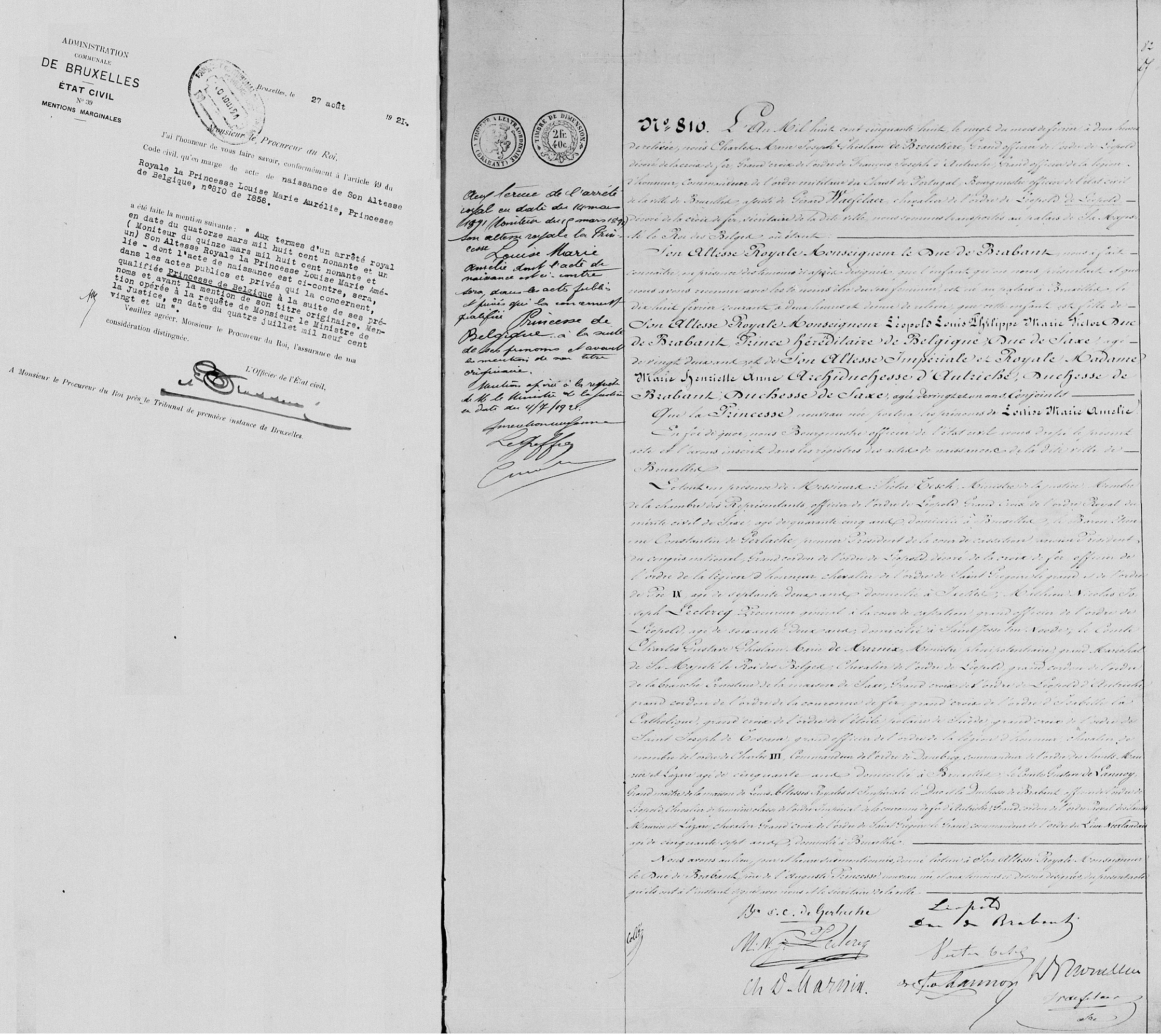
Acte de naissance (1858).
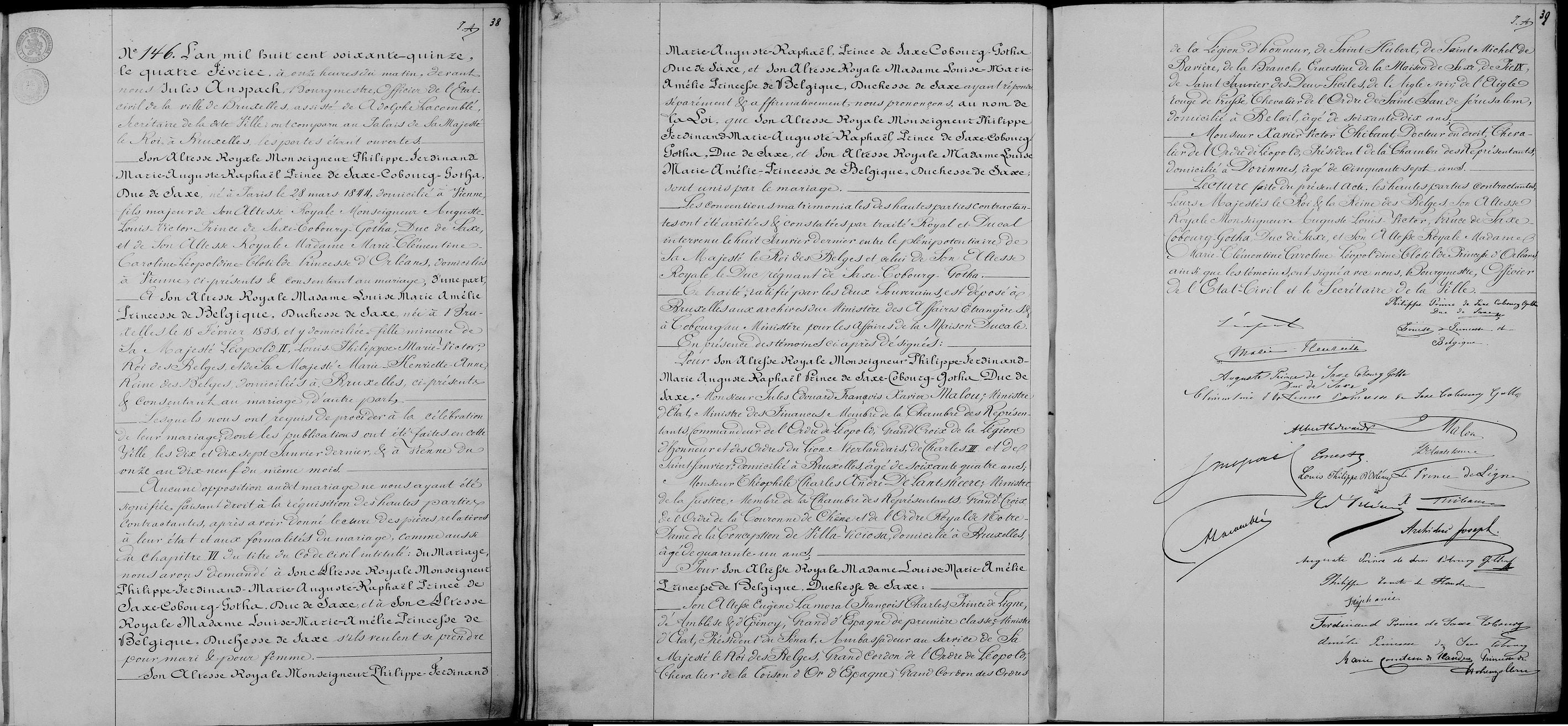
Acte de mariage (1875).

## Postérité et honneurs

### Toponymie
- À Bruxelles, l'avenue Louise, créée en 1864 et reliant la place Louise au bois de la Cambre porte le nom de la princesse[13].
- Le steamer Princesse Louise, un bateau à vapeur, est construit en 1889-1891 pour le compte du gouvernement belge par les chantiers John Cockerill à Hoboken. Ce navire est mis en service en 1891 à Anvers. Le 7 décembre 1893, en remontant l'Escaut, en provenance de Bilbao, il s'échoue à hauteur de Bath. Les dégâts sont tels que la perte du navire est totale[14].

### Peinture
- Vers 1870 : Portrait en buste de madame R.J. Ligy (inventaire 1792) conservé aux musées royaux des Beaux-Arts de Belgique[15].

### Filmographie
- 1927 : Louise von Coburg, réalisé par Rolf Raffé avec Erna Morena dans le rôle de Louise et censuré lors de sa sortie[16].
- 1952 : Her Royal Highness, fiction théâtrale produite par la BBC avec Ann Todd dans le rôle de Louise[17].

### Théâtre
En 1933, Felix Salten fait représenter la pièce de théâtre en cinq actes intitulée Louise von Coburg à Vienne.

### Phaléristique
La princesse Louise est :
- Dame noble de l'ordre de la Croix étoilée, Autriche-Hongrie.